# Karl Fritsche
Karl Fritsche (* 5. April 1911 in Holleben, Kreis Merseburg; † 28. September 1986 in Berlin) war ein deutscher Bahningenieur. Er war Vorsitzender des Zentralvorstandes der Industriegewerkschaft Eisenbahn.

## Leben
Fritsche, Sohn eines Bergmanns, absolvierte nach dem Besuch der Volksschule eine Lehre als Dreher und Schlosser und arbeitete im Beruf. Später arbeitete er als Lokführer und Lokheizer in Angersdorf, Halle (Saale), Leipzig und Leipzig-Wahren. Von 1940 bis 1945 war er Feldeisenbahner und Lokführer bei der Wehrmacht.
Im Juni 1945 kehrte er aus der Kriegsgefangenschaft in seine Dienststelle Leipzig-Wahren zurück und war bis 1951 wieder als Lokführer und Lokheizer tätig. Fritsche wurde zu einem der ersten Eisenbahnaktivisten. Als Lokführer machte er 1950 seinen Kollegen vor, wie man die tägliche Laufleistung einer Lokomotive auf 500 km erhöhen kann und dabei noch Kohlen spart. Hunderte Lokführer beteiligten sich an dieser sogenannten 500er Bewegung. 1946 wurde er Mitglied der SED, 1951/52 war er Amtsvorstand in Halle (Saale).
1952/53 studierte er an der SED-Zentralschule in Ballenstedt. Ab 1954 fungierte er als Vizepräsident der Reichsbahndirektion Greifswald. Ab 1951 war er Mitglied des Zentralvorstandes der IG Eisenbahn, von 1955 bis 1959 Vorsitzender des Zentralvorstandes der IG Eisenbahn sowie Mitglied des Präsidiums des FDGB-Bundesvorstandes. Von 1954 bis 1958 war Fritsche zudem Kandidat des ZK der SED. Fritsche qualifizierte sich zum Diplom-Ingenieur-Ökonomen und arbeitete später bis 1976 im Dienstrang eines Reichsbahn-Oberrates als Prüfingenieur in der Staatlichen Bauaufsicht bei der Reichsbahn-Direktion Berlin.
Fritsche starb nach langer schwerer Krankheit im Alter von 75 Jahren und wurde auf dem Zentralfriedhof Berlin-Friedrichsfelde beigesetzt.

## Auszeichnungen
- Ehrentitel Held der Arbeit (1950)
- Vaterländischer Verdienstorden in Bronze (1976)